# Trachyusa aurora
Trachyusa aurora är en stekelart som först beskrevs av Alexander Henry Haliday 1838.  Trachyusa aurora ingår i släktet Trachyusa och familjen bracksteklar. Arten är reproducerande i Sverige. Inga underarter finns listade i Catalogue of Life.